# Dołni Damjanowci
Dołni Damjanowci (bułg. Долни Дамяновци) – wieś w Bułgarii, w obwodzie Wielkie Tyrnowo, w gminie Wielkie Tyrnowo. W 2024 roku liczyła 2 mieszkańców.